# Hollywood Casino 400
Le Hollywood Casino 400 est une course automobile annuelle organisée par la NASCAR et comptant pour le championnat des NASCAR Cup Series.
Elle se déroule sur le Kansas Speedway de Kansas City dans l'état du Kansas aux États-Unis. Celui-ci a été reconfiguré avant la course de 2012.
En 2019, cette course était la 6e des playoffs des Cup Series, en 2020, la 7e pui deviendra la 8een 2021, soit la 2e du Round of 8.
La NBC possède les droits de retransmission de la course.

## Caractéristiques
- Course :
  - Longueur : 400,5 milles (644,54 km)
  - Nombre de tour : 267
    - Segment 1 : 80 tours
    - Segment 2 : 80 tours
    - Segment 3 : 107 tours

- Piste[1] :
  - Revêtement : Asphalte
  - Longueur circuit : 1,5 milles (2,4 km)
  - Nombre de virages : 4
  - Inclinaison (Banking) :
    - Virages : 17 à 20° (progressif)
    - Ligne droite avant (arrivée) : 9 à 11° (progressif)
    - Ligne droite arrière : 5°

- Record du tour de piste : 24,761 secondes par Scott Dixon en 2003 à l'occasion d'une course du championnat d'IndyCar Series.

## Logos

Logo depuis 2011.

## Palmarès
| Année | Date         | Pilote           | Écurie                   | Châssis   | Course | Course          | Course          | Course            | Note       |
| ----- | ------------ | ---------------- | ------------------------ | --------- | ------ | --------------- | --------------- | ----------------- | ---------- |
| Année | Date         | Pilote           | Écurie                   | Châssis   | Tours  | Miles (km)      | Durée           | Moyenne (miles/h) | Note       |
| 2001  | 30 septembre | Jeff Gordon      | Hendrick Motorsports     | Chevrolet | 267    | 400,5 (644,542) | 3 h 37 min 19 s | 110,576           |            |
| 2002  | 29 septembre | Jeff Gordon      | Hendrick Motorsports     | Chevrolet | 267    | 400,5 (644,542) | 3 h 21 min 16 s | 119,394           |            |
| 2003  | 5 octobre    | Ryan Newman      | Team Penske              | Dodge     | 267    | 400,5 (644,542) | 3 h 17 min 34 s | 121,630           |            |
| 2004  | 10 octobre   | Joe Nemechek     | MB2 Motorsports (en)     | Chevrolet | 267    | 400,5 (644,542) | 3 h 07 min 39 s | 128,058           |            |
| 2005  | 9 octobre    | Mark Martin      | Roush Racing             | Ford      | 267    | 400,5 (644,542) | 2 h 54 min 25 s | 137,774           |            |
| 2006  | 1er octobre  | Tony Stewart     | Joe Gibbs Racing         | Chevrolet | 267    | 400,5 (644,542) | 3 h 17 min 22 s | 121,753           |            |
| 2007  | 30 septembre | Greg Biffle      | Roush Fenway Racing      | Ford      | 210    | 315 (506,943)   | 3 h 00 min 02 s | 104,981           | [ Note 1 ] |
| 2008  | 28 septembre | Jimmie Johnson   | Hendrick Motorsports     | Chevrolet | 267    | 400,5 (644,542) | 2 h 59 min 56 s | 133,549           |            |
| 2009  | 4 octobre    | Tony Stewart     | Stewart-Haas Racing      | Chevrolet | 267    | 400,5 (644,542) | 2 h 55 min 13 s | 137,144           |            |
| 2010  | 3 octobre    | Greg Biffle      | Roush Fenway Racing      | Ford      | 267    | 400,5 (644,542) | 2 h 54 min 02 s | 138,077           |            |
| 2011  | 9 octobre    | Jimmie Johnson   | Hendrick Motorsports     | Chevrolet | 272    | 408 (656,612)   | 2 h 58 min 27 s | 137,181           | [ Note 2 ] |
| 2012  | 21 octobre   | Matt Kenseth     | Roush Fenway Racing      | Ford      | 267    | 400,5 (644,542) | 3 h 28 min 48 s | 115,086           | [ Note 3 ] |
| 2013  | 6 octobre    | Kevin Harvick    | Richard Childress Racing | Chevrolet | 267    | 400,5 (644,542) | 3 h 29 min 10 s | 114,884           |            |
| 2014  | 5 octobre    | Joey Logano      | Team Penske              | Ford      | 267    | 400,5 (644,542) | 2 h 49 min 17 s | 141,951           |            |
| 2015  | 18 octobre   | Joey Logano      | Team Penske              | Ford      | 269    | 400,5 (644,542) | 2 h 58 min 22 s | 135,732           | [ Note 2 ] |
| 2016  | 16 octobre   | Kevin Harvick    | Stewart-Haas Racing      | Chevrolet | 267    | 400,5 (644,542) | 3 h 0 min 28 s  | 133,155           |            |
| 2017  | 22 octobre   | Martin Truex Jr. | Furniture Row Racing     | Toyota    | 267    | 400,5 (644,542) | 3 h 11 min 57 s | 125,189           |            |
| 2018  | 21 octobre   | Chase Elliott    | Hendrick Motorsports     | Chevrolet | 267    | 400,5 (644,542) | 2 h 38 min 2 s  | 152,713           |            |
| 2019  | 20 octobre   | Denny Hamlin     | Joe Gibbs Racing         | Toyota    | 277    | 415.5 (668.682) | 3 h 2 min 39 s  | 136,491           | [ Note 2 ] |
| 2020  | 18 octobre   | Joey Logano      | Team Penske              | Ford      | 267    | 400,5 (644,542) | 2 h 53 min 43 s | 138,329           |            |
| 2021  | 24 octobre   | Kyle Larson      | Hendrick Motorsports     | Chevrolet | 267    | 400,5 (644,542) | 3 h 3 min 49 s  | 130,728           |            |
| 2022  | 11 septembre | Bubba Wallace    | 23XI Racing              | Toyota    | 267    | 400,5 (644,542) | 3 h 10 min 3 s  | 126,440           |            |
| 2023  | 10 septembre | Tyler Reddick    | 23XI Racing              | Toyota    | 268    | 402 (646.956)   | 3 h 12 min 38 s | 125,212           | [ Note 2 ] |
| 2024  | 29 septembre | Ross Chastain    | Trackhouse Racing        | Chevrolet | 267    | 400,5 (644,542) | 3 h 14 min 54 s | 123,294           |            |

1. ↑  Course raccourcie par l'obscurité en raison de deux arrêts liés à la pluie.
2. 1 2 3 4  Course prolongée en raison d'une arrivée Green-white-checker.
3. ↑  Cette course est la première depuis la nouvelle configuration du circuit[1].

### Statistiques par pilotes
| Nbre. | Pilote         | Saison           |
| ----- | -------------- | ---------------- |
| 3     | Joey Logano    | 2014, 2015, 2020 |
| 2     | Jeff Gordon    | 2001, 2002       |
| 2     | Tony Stewart   | 2006, 2009       |
| 2     | Greg Biffle    | 2007, 2010       |
| 2     | Jimmie Johnson | 2008, 2011       |
| 2     | Kevin Harvick  | 2013, 2016       |

### Statistiques par écuries
| Nbre. | Écurie               | Saison                             |
| ----- | -------------------- | ---------------------------------- |
| 6     | Hendrick Motorsports | 2001, 2002, 2008, 2011, 2018, 2021 |
| 4     | Roush Fenway Racing  | 2005, 2007, 2010, 2012             |
| 4     | Team Penske          | 2003, 2014, 2015, 2020             |
| 2     | Stewart-Haas Racing  | 2009, 2016                         |
| 2     | Joe Gibbs Racing     | 2006, 2019                         |
| 2     | 23XI Racing          | 2022, 2023                         |

### Statistiques par marque
| Nbre. | Marque    | Saison                                                                 |
| ----- | --------- | ---------------------------------------------------------------------- |
| 12    | Chevrolet | 2001, 2002, 2004, 2006, 2008, 2009, 2011, 2013, 2016, 2018, 2021, 2024 |
| 7     | Ford      | 2005, 2007, 2010, 2012, 2014, 2015, 2020                               |
| 4     | Toyota    | 2017, 2019, 2022, 2023                                                 |
| 1     | Dodge     | 2003                                                                   |